# 賈奇 (明尼蘇達州)
賈奇（英語：Judge）是位於美國明尼蘇達州奧姆斯特德縣的一個非建制地區。

## 歷史
賈奇得名自當地地主愛德華·賈奇（Edward Judge）。賈奇的郵局於1897年設立，其後於1902年停運。

## 地理
賈奇所處的海拔為高於海平面393米（即1289英呎），而該地所採用的時區為UTC-6，即北美中部時區（CST）。同時該地設有夏令時間，為UTC-6調快一小時，即UTC-5（CDT）。